# Mohamed Amine Aoudia
Mohamed Amine Aoudia (El Harrach, 6 giugno 1987) è un ex calciatore algerino, di ruolo centrocampista.

## Palmarès

### Club

#### Competizioni nazionali
- Campionato algerino: 2

JS Kabylie: 2008
ES Sétif: 2012, 2013
- Coppa di Algeria: 1

ES Sétif: 2012